# Adolf Ott
Adolf Ott (ur. 29 grudnia 1904, zm. 10 października 1973) – zbrodniarz hitlerowski, dowódca Sonderkommanda 7b w czasie II wojny światowej, Obersturmbannführer.
W 1922 roku wstąpił do NSDAP (numer 2433), a w 1931 do SS (numer 13 294). Od lutego 1942 roku był dowódcą Sonderkommanda 7b działającego w ramach Einsatzgruppe B.
Po wojnie został aresztowany i postawiony przed sądem. Sądzony w Procesie Einsatzgruppen, w wyniku przewodu sądowego został skazany na karę śmierci. Wyrok zamieniono mu na dożywocie. Wypuszczony na wolność został w 1958 roku.